# Nyctophilus heran
Nyctophilus heran är en fladdermusart som beskrevs av Kitchener, How och Maharadatunkamsi 1991. Nyctophilus heran ingår i släktet Nyctophilus och familjen läderlappar. IUCN kategoriserar arten globalt som otillräckligt studerad. Inga underarter finns listade i Catalogue of Life.
Arten är bara känd från en enda individ som hittades under 1990-talet på ön Lembata (Små Sundaöarna) vid 1000 meter över havet. Den är nära släkt med Nyctophilus geoffroyi som lever i mer eller mindre torra områden med enstaka träd eller trädgrupper.